# بروک لی
بروک لی (انگلیسی: Brook Lee؛ زادهٔ ۸ ژانویهٔ ۱۹۷۱) مانکن و ملکه زیبایی اهل آمریکا است. او همچنین در سال ۱۹۹۷ برنده ملکه زیبایی ایالات متحده آمریکا و دوشیزه جهان شده است.